# Kientzheim
Kientzheim (en alsacià Kienze) és un municipi francès, situat a la regió del Gran Est, al departament de l'Alt Rin. L'any 2006 tenia 779 habitants.

## Demografia
| 1962 | 1968 | 1975 | 1982 | 1990 | 1999 |
| ---- | ---- | ---- | ---- | ---- | ---- |
| 850  | 896  | 864  | 811  | 933  | 827  |

## Administració
| Període   | Identitat      | Partit |
| --------- | -------------- | ------ |
| 2001-2008 | Roger Schmitt  |        |
| 2008-     | Joseph Fritsch |        |